# Biologia evolutiva
La biologia evolutiva és la part de la biologia que estudia l'evolució. S'ocupa especialment de l'origen de les espècies a partir d'uns avantpassats comuns, de la seva descendència, de com canvien al llarg del temps, com es reprodueixen i, de manera gradual, es diversifiquen. L'especialista que estudia la biologia evolutiva s'anomena biòleg evolutiu.

## Descripció
La biologia evolutiva és un camp interdisciplinari perquè inclou científics d'una ampla gamma de camps d'estudi. Per exemple, inclou científics que tenen la formació com a especialistes en determinats organismes, com mamífers, ocells, o serps, i utilitzen aquests organismes per a realitzar estudis de cas de cara a trobar respostes a qüestions generals de l'evolució. També poden incloure's paleontòlegs i geòlegs, que utilitzen els fòssils per a conèixer millors aspectes en relació al temps i al tipus d'evolució, i a teòrics d'àrees com la genètica de poblacions i la psicologia evolutiva. Els experimentalistes han utilitzat la selecció de drosòfiles (Drosophila) per a desenvolupar una comprensió de l'evolució de l'envelliment, i els estudis d'evolució experimental és una subdisciplina molt activa.
Durant la dècada del 1990, la biologia del desenvolupament van reincorporar-se a la biologia evolutiva amb l'estudi de la biologia evolutiva del desenvolupament.
Els seus descobriments es nodreixen en gran part de disciplines noves que estudien l'evolució sociocultural de la humanitat i l'evolució del comportament. Actualment, idees i eines conceptuals pròpies de l'àmbit de la biologia evolutiva estan trobant aplicació en l'estudi d'una gamma de temes de computació en nanotecnologia.
La vida artificial és una branca de la biociència de la informació que intenta fer de model, o fins i tot recrear, l'evolució d'organismes descrits per la biologia evolutiva. Normalment, això s'aconsegueix fent servir models matemàtics i informàtics.

## Història
La biologia evolutiva va arribar a ser considerada com una disciplina acadèmica com a resultat de l'aparició de la teoria de la síntesi evolutiva moderna, en la dècada de 1930 i 1940. Tanmateix, no va ser fins als anys 1970 i 1980, que un nombre significatiu d'universitats tingueren departaments que específicament incloïen el terme «biologia evolutiva» en els seus títols. Als Estats Units, com a resultat del creixement ràpid de la biologia molecular i cel·lular, moltes universitats han modificat l'estructura dels departaments de biologia i ara existeixen departaments de biologia molecular i cel·lular, i departaments d'ecologia i biologia evolutiva que, sovint, inclouen departaments més antics de paleontologia, zoologia i d'altres.
La microbiologia s'ha convertit últimament en una disciplina de l'evolució. S'ignorava originàriament a causa de la pobresa dels trets morfològics i la manca d'un concepte d'espècie en la microbiologia. Actualment, els investigadors evolutius estan aprofitant els extensos coneixements sobre fisiologia microbiana, genòmica microbiana, i el curt temps de generació d'alguns microbis, que permet poder contestar millor determinades qüestions sobre l'evolució. Les característiques similars dels virus han portat a avançar també en l'evolució d'aquests microorganismes, especialment en el cas dels bacteriòfags.

## Llista d'especialistes destacats
Entre els contribuents més rellevants del camp de la biologia evolutiva cal destacar:
| - Charles Darwin - Richard D. Alexander - William H. Cade - Bryan Clarke - Jerry Coyne - James Crow - Jared Diamond - Theodosius Dobzhansky - Niles Eldredge - Ronald Fisher - Edmund Brisco Ford | - J.B.S. Haldane - Ernst Haeckel - W.D. "Bill" Hamilton - Julian Huxley - Daniel Janzen - Motoo Kimura - Jean-Baptiste Lamarck - Richard Levins - Richard Lewontin - Gustave Malécot - Pierre Louis Maupertuis | - Ernst Mayr - John Maynard Smith - George and Elizabeth Peckham - Robert Trivers - Alfred Russel Wallace - August Weismann - George C. Williams - Allan Wilson - Edward Osborne Wilson - Sewall Wright - Carl Woese |

Alguns especialistes que són coneguts principalment per haver-la popularitzat:
- Richard Dawkins
- Stephen Jay Gould
- Steve Jones
- Kenneth R. Miller

També cal destacar les contribucions d'aquests especialistes, tot i que no ho són en el camp de la biologia evolutiva:
- Daniel Dennett
- Greg Graffin
- Steven Pinker
- Matt Ridley
- Carl Sagan
- Peter Atkins
- Robert Ardrey
- Michael Ruse

### Llibres de text
- Douglas J. Futuyma. Evolutionary Biology (3rd Edition), Sinauer Associates (1998) ISBN 0-87893-189-9
- Douglas J. Futuyma. Evolution, Sinauer Associates (2005) ISBN 0-87893-187-2
- Mark Ridley, Evolution (3rd edition), Blackwell (2003) ISBN 1-4051-0345-0
- Scott R. Freeman i Jon C. Herron. Evolutionary Analysis, Prentice Hall (2003) ISBN 0-13-101859-0
- Michael R. Rose i Laurence D. Mueller. Evolution and Ecology of the Organism, Prentice Hall (2005) ISBN 0-13-010404-3
- Monroe W. Strickberger. Evolution (3a edició), Jones & Bartlett Publishers (2000) ISBN 0-7637-1066-0

### Monografies destacades i altres obres
- Jean-Baptiste Lamarck (1809) Philosophie Zoologique
- Charles Darwin (1859) The Origin of Species
- Charles Darwin (1871) The Descent of Man and Selection in Relation to Sex
- Ronald Fisher (1930) The Genetical Theory of Natural Selection
- J. B. S. Haldane (1932) The Causes of Evolution
- Ernst Mayr (1941) Systematics and the Origin of Species
- Susumu Ohno (1970) Evolution by gene duplication
- Richard Dawkins (1976) The Selfish Gene
- Motoo Kimura (1983) The Neutral Theory of Molecular Evolution